# Manuel Candamo
Manuel González de Candamo e Iriarte (Lima, 14 de diciembre de 1841-Arequipa, 7 de mayo de 1904), más conocido como Manuel Candamo, fue un político peruano que ocupó la Presidencia del Perú en dos ocasiones: como presidente de una Junta de Gobierno en 1895; y luego como presidente constitucional, de 1903 a 1904.
Fue miembro de una de las familias más adineradas del Perú de aquella época, siendo hacendado y capitalista. En 1872 se afilió al Partido Civil, del que llegó a ser líder y promovió la creación del Banco del Perú. En 1876 ocupó interinamente la Alcaldía de Lima. Participó en la guerra con Chile como simple soldado, durante la defensa de Lima. Senador por Lima (1886-1894 y 1896-1898) y senador por Lambayeque (1899-1902), presidió su cámara en varias legislaturas: 1888, 1890, 1892, 1897 y 1901.
Tras el triunfo de la revolución cívico-demócrata de 1894-1895 y la renuncia del presidente Andrés A. Cáceres, tuvo que asumir la Presidencia de la Junta Provisional de Gobierno, con el objetivo de llamar a elecciones, las que fueron ganadas por Nicolás de Piérola, que dio inicio a la llamada República Aristocrática. En 1903 fue elegido presidente de la República sin ninguna oposición, pero solo gobernó ocho meses, pues enfermó y murió. 
Fue el segundo alcalde de Lima en convertirse luego en presidente de la República del Perú (el primero fue Manuel Pardo y Lavalle). Fue también miembro del Club Nacional y del Club de la Unión, del cual llegó a ser presidente.

## Familia
Manuel Candamo Iriarte fue hijo natural de Pedro González de Candamo y Astorga y de María de las Mercedes Iriarte y Odría (perteneciente a una familia de ricos propietarios de la sierra central peruana). Su padre, militar de ascendencia asturiana nacido en Valparaíso, arribó al Perú acompañando al general San Martín con la Expedición Libertadora y pronto se dedicó a la actividad comercial. Dedicado a una variedad de negocios, el padre de Candamo se destacó especialmente con el boom de la consignación del guano durante el gobierno del presidente Ramón Castilla y llegó a ser considerado en su época como el hombre más rico del Perú.
Tuvo tres hermanos, Carlos, Virginia y Mercedes, todos también hijos naturales de la unión Candamo Iriarte. Luego de la muerte del padre, sus hermanos heredaron la fortuna de este (por alguna razón, Manuel fue excluido de la sucesión) y se establecieron definitivamente en Europa. 
Los tres serían troncos de importantes familias en España, Francia y el Reino Unido. Carlos se dedicó principalmente a los negocios y a la diplomacia llegando a formar parte de la Peruvian Guano Co. Ltd. y siendo por muchos años ministro plenipotenciario del Perú en Francia y el Reino Unido. Virginia se casó en 1868 con el alemán Arturo Heeren, quien luego fue creado conde de Heeren en la nobleza española por María Cristina de Austria. Finalmente, Mercedes se casaría en París en 1870 o 1871 con John Pablo Bryce of Bystock (1846-1895), High Sheriff de Devon, y fueron ascendientes de los marqueses de Milford Haven. En el Perú, Manuel representaría por muchos años los intereses de sus hermanos en los negocios de la familia. 
Un sobrino, Ladislao González de Candamo, sería padre del escritor modernista español Bernardo G. de Candamo (1881-1967), nacido en París.

## Primeros años
Estudió en el Colegio Guadalupe, del que egresó en 1856 para seguir estudios de derecho en el convictorio de San Carlos y en la Universidad Nacional Mayor de San Marcos, hasta que se graduó de bachiller en Jurisprudencia.
Dedicado al periodismo, fue redactor de El Comercio e hizo campaña contra la firma del Tratado Vivanco-Pareja de 1865, siendo desterrado a Chile por el gobierno de Juan Antonio Pezet.
Regresó al Perú para apoyar la rebelión iniciada en Arequipa por el coronel Mariano Ignacio Prado y, triunfante este movimiento, ingresó a Lima con el grupo de jóvenes que reconocía como caudillo a José Gálvez Egúsquiza, que poco después murió heroicamente en el combate del Callao de 1866.
A inicios de 1867, fue nombrado secretario de la legación peruana en Chile (que entonces encabezaba José Pardo y Aliaga) pero abandonó dicho cargo a los pocos meses para ocupar un puesto similar de secretario de segunda clase en la legación del Perú en Francia. Por esos años, realizaría un viaje de estudios por el Lejano Oriente y Europa, que incluiría estancias en Japón, Rusia, China e India.
En 1869, fundó Candamo y Compañía con sus hermanos y su cuñado Arturo Heeren, empresa a través de la cual Candamo impulsaría intensamente las actividades financieras de su familia, especialmente el de la consignación del guano. A principios de 1870, Candamo fue nombrado director de la sucursal peruana del Banco Anglo Peruano, institución que se había fundado en Londres con el objetivo de financiar las operaciones del Perú en Europa originadas por el negocio del guano. En 1876, los Candamo, Heeren y la compañía Raphael & Sons se asociaron a través de la Peruvian Guano Co. y obtuvieron del gobierno peruano el negocio de la consignación en reemplazo de la Casa Dreyfus (el acuerdo fue llamado luego Contrato Raphael). 

## Carrera política
Retornó al Perú en 1872 y se afilió al Partido Civil que llevó ese mismo año a la presidencia a Manuel Pardo y Lavalle. El 23 de octubre de 1873 contrajo matrimonio con Teresa Álvarez Calderón, hija del abogado Manuel Álvarez-Calderón Olaechea y de Teresa Carmen Roldán Bedoya.
Fue uno de los promotores del Banco del Perú y director del Banco Anglo-Peruano, así como de varias instituciones de crédito, entre 1873 y 1879. Fue también prior del antiguo Tribunal del Consulado y presidente de la Cámara de Comercio de Lima.
Leal al gobierno de Manuel Pardo, comandó un batallón de la Guardia Nacional y se enfrentó a los revolucionarios encabezados por Nicolás de Piérola en Moquegua, en 1874. Y en calidad de teniente alcalde, se encargó interinamente de la alcaldía de Lima de octubre a diciembre de 1876, reemplazando al titular Ignacio de Osma.
Durante la guerra con Chile participó como reservista en la batalla de Miraflores, librada el 15 de enero de 1881. Respaldó al gobierno que Francisco García Calderón estableció en La Magdalena; luego fue delegado en Lima del gobierno del contralmirante Lizardo Montero. Apresado por los chilenos, fue confinado en Angol, en el sur de Chile, junto con otros peruanos notables acusados de brindar apoyo al general Andrés A. Cáceres, en 1882. Pasó a Chillán, luego a Valparaíso,  y tras firmarse el tratado de Ancón en 1883 retornó al Perú. Pero poco después, el gobierno del general Miguel Iglesias lo acusó de apoyar a la rebelión del general Andrés Avelino Cáceres y lo desterró a Iquique, en 1884.
En 1885, junto con antiguos civilistas, participó en la fundación del partido Constitucional, de cuya primera junta directiva fue presidente. Este partido se agrupó en torno al prestigio del general Cáceres, cuya candidatura fue proclamada para las elecciones de 1886, en las que triunfó. De ese modo, el Partido Civil se ocultó detrás del Partido Constitucional, pues sus militantes eran conscientes de que carecían de popularidad para poder llegar al poder por sus propios medios (el pueblo todavía los responsabilizaba de la crisis de los años 1870 y la derrota en la guerra con Chile). Por entonces se consideraba a Candamo como uno de los cuatro millonarios que quedaban todavía en Lima.
En ese mismo año de 1886, Candamo fue elegido senador por Lima, siendo reelegido en 1890, permaneciendo en dicho cargo hasta 1894.
Desde el parlamento, Candamo hizo campaña contra la firma del contrato Grace, que auspiciaba el gobierno cacerista. En 1889 fue nombrado director de la Sociedad de Beneficencia Pública de Lima, siendo reelegido durante cuatro años consecutivos. Su partido, que había empezado apoyando a Cáceres, se fue distanciando de este y en las elecciones de 1890, presentó una candidatura propia, en la persona del doctor Francisco Rosas Balcázar, que fue derrotado por el candidato gobiernista, el coronel Remigio Morales Bermúdez.
Durante el gobierno de Morales Bermúdez (1890-1894), Candamo siguió destacando desde la tribuna parlamentaria. Condenó la sangrienta represión en el cuartel de Santa Catalina, en un discurso que causó impacto en la opinión pública y que contenía las siguientes palabras: «La justicia se hace de día, en la plaza pública; no victimando a hombres rendidos, de noche a la dudosa luz de las cuadras de un cuartel». Asimismo, fue el principal artífice del acercamiento del Partido Civil al Círculo Parlamentario, importante fuerza parlamentaria liderada por Mariano Nicolás Valcárcel. Esa unión dio origen a un nuevo grupo político, bautizado como la Unión Cívica. Candamo creyó que sería designado candidato a la presidencia en las elecciones de 1894, pero fue Valcárcel el nominado.
Pero ocurrió entonces el fallecimiento repentino de Morales Bermúdez (1 de marzo de 1894) y la suplantación del primer vicepresidente Pedro Alejandrino del Solar por el segundo, Justiniano Borgoño, que convocó unas elecciones amañadas que dieron el triunfo nuevamente al general Cáceres. La Unión Cívica, con Valcárcel y Candamo al frente, hizo entonces una tenaz oposición, pues consideró que el gobierno se había apartado de la legalidad. Candamo secundó la alianza de la Unión Cívica con el Partido Demócrata o pierolista, formándose así la inusitada Coalición Nacional, que enfrentó al segundo gobierno de Cáceres, teniendo como caudillo a Nicolás de Piérola (que hasta entonces había sido feroz anticivilista). Estalló entonces la guerra civil de 1894-1895, en la que triunfaron los coalicionistas.

## Presidente de la Junta de Gobierno (1895)

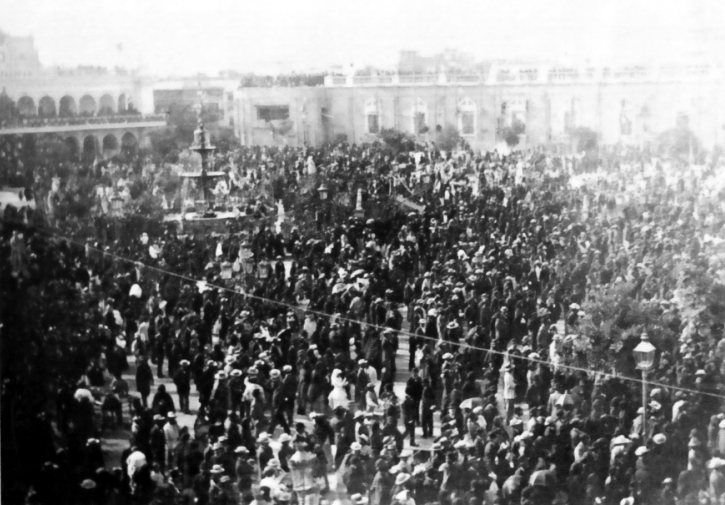
Concentración cívica en la plaza de armas de Lima, en 1895, celebrando el triunfo de la revolución de Piérola contra Cáceres.

Tras el triunfo en Lima de las montoneras de Piérola y la renuncia de Cáceres a la presidencia, se conformó una Junta de Gobierno, integrada por Luis Felipe Villarán, Ricardo W. Espinoza (designados por Cáceres); Enrique Bustamante y Salazar y Elías Malpartida (designados por Piérola). Estos cuatro juntistas eligieron como presidente de la Junta a Manuel Candamo, que quedó a cargo del Ministerio de Relaciones Exteriores.
Candamo presidió la Junta de Gobierno durante seis meses, de 20 de marzo a 8 de septiembre de 1895, y su función principal fue la realización de las elecciones, en las que triunfó Nicolás de Piérola. Al entregar el mando al nuevo gobernante, Candamo dio un discurso en el que dijo que la instauración del nuevo gobierno era «el triunfo del país entero que, a costa de grandes sacrificios ha logrado satisfacer sus más vehementes aspiraciones con el establecimiento de un Gobierno civil».
De 1896 a 1903 presidió nuevamente la Cámara de Comercio y participó en la creación de la Sociedad Anónima Recaudadora de Impuestos, el 9 de enero de 1896, que se conformó a base de los comerciantes que integraban la Cámara mencionada. De otro lado, fue designado presidente de la junta directiva del Partido Civil. 
Resultó elegido nuevamente senador por Lima en 1896 y luego por Lambayeque en 1899, permaneciendo en dicho cargo hasta 1902.

## Presidente del Senado
Como senador de Lima presidió su cámara en cuatro legislaturas: 1888, 1890, 1892 y 1897. Como senador por Lambayeque, ejerció la misma presidencia en la legislatura de 1901.

## Elecciones de 1903
En 1903, Candamo se presentó como candidato en las elecciones presidenciales representando a la alianza entre el Partido Civil (del que era líder) y el Partido Constitucional (o cacerista). El Partido Demócrata de Piérola se abstuvo de participar en las elecciones pues consideró que estas se desarrollaban sin garantías. Piérola aplicó entonces su política de «abstenerse es obrar» al considerar que desde la oposición su partido podía hacer tanta obra como desde el poder. De modo que Candamo quedó como único candidato.
Realizadas las elecciones, Candamo obtuvo el 98.8% de los votos válidamente emitidos (92 798 votos). Lo acompañaban Lino Alarco, como primer vicepresidente; y Serapio Calderón, como segundo vicepresidente (ambos como representantes del Partido Constitucional). Pero Alarco falleció antes de la toma del poder, dejando entonces a Serapio Calderón como el único vicepresidente.
Nicolás de Piérola y su hermano Carlos de Piérola (entonces presidente de la cámara de diputados), como gesto de conciliación, visitaron a Candamo en su domicilio, y lo felicitaron por su triunfo. Además, sus compañeros socios del Club Nacional le organizaron un banquete el 25 de agosto por haber sido proclamado presidente constitucional.

## Presidente de la República (1903-1904)

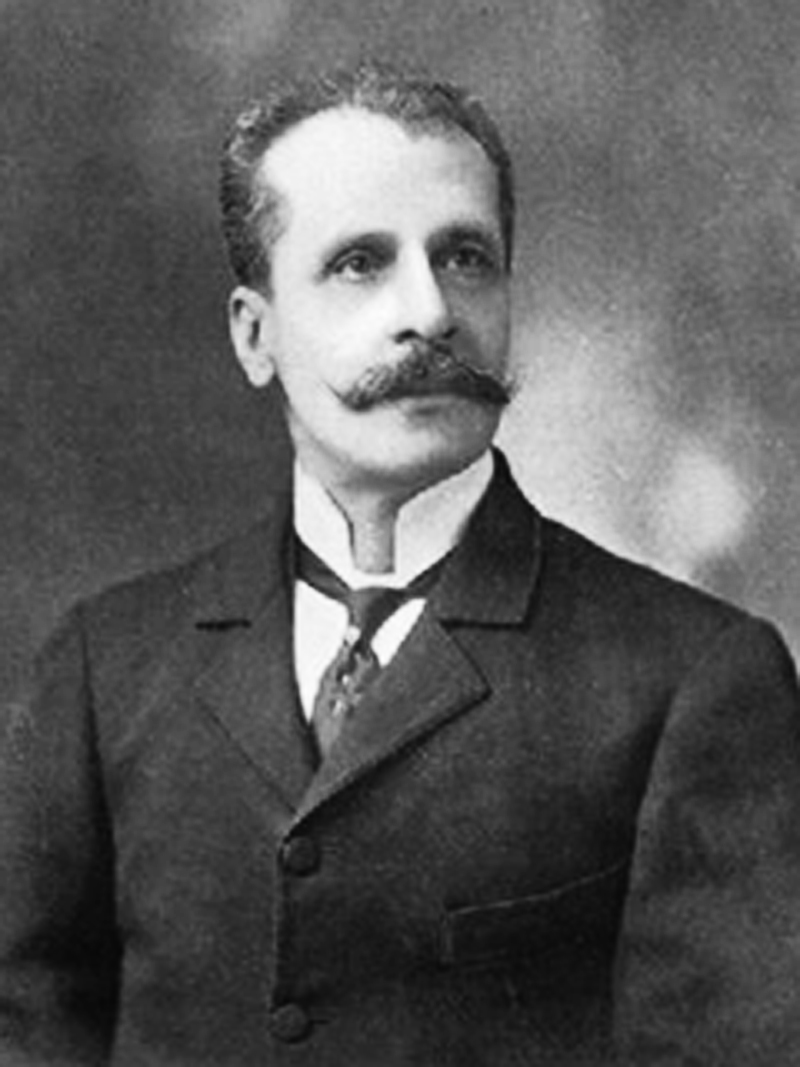
Fotografía de Manuel Candamo.

Candamo inició su mandato el 8 de septiembre de 1903, para un periodo que debía durar hasta el 8 de septiembre de 1907, lo que no ocurrió, debido a su repentino fallecimiento. Por segunda vez llegaba al poder un miembro del Partido Civil (el primero fue Manuel Pardo, de 1872-1876).
El gabinete ministerial de Candamo estuvo presidido por José Pardo y Barreda (hijo de Manuel Pardo), quien se hizo cargo de la cartera de Relaciones Exteriores. Lo acompañaban como ministros: Juan de Dios de la Quintana (Gobierno); Francisco José Eguiguren Escudero (Justicia e Instrucción); el coronel Pedro E. Muñiz (Guerra y Marina); Augusto B. Leguía (Hacienda); y Manuel C. Barrios (Fomento). El historiador Basadre resalta el hecho que este gabinete contaba con dos miembros jóvenes que llegarían a ser presidentes de la República y dominarían la política peruana en las décadas siguientes (Pardo y Leguía).
Candamo aspiraba a gobernar representando a un bipartidismo civil-demócrata, pues era consciente de que la tarea de gobernar era una empresa colectiva, y no una labor caudillística. Guiado por su espíritu conciliador, reunió en un banquete que ofreció el 28 de octubre de 1903 a los políticos más conspicuos del Perú, a fin de lograr apoyo para su gobierno. Carlos Forero y Mariano H. Cornejo, importantes miembros del Partido Demócrata, pronunciaron sendos discursos de tono conciliador. Asimismo, los jefes del ejército dieron expresos reclamos de apoyo al gobierno.
En el programa de gobierno de Candamo también figuraba la formulación de un verdadero presupuesto, la reforma del Tribunal Mayor de Cuentas, la adopción de un sistema aduanero eficiente, la entrega de la instrucción al Gobierno y su difusión, la búsqueda de una administración de justicia a cargo de un personal selecto y eficaz, la armonía entre el Estado y la Iglesia, la profesionalización de la diplomacia, la tecnificación del Ejército y de la Armada, la reforma de la Policía, el nombramiento de autoridades prefecturales y subprefecturales con ilustración y honorabilidad, el empleo exclusivo de la ley para combatir las revoluciones. Era un programa que podría haberse llevado a cabo dadas las circunstancias de tranquilidad en que vivía el país. 
Desgraciadamente, Candamo poco pudo hacer, pues al poco tiempo de asumir el poder fue víctima de una enfermedad, que a la postre lo llevaría a la muerte. Se dijo que los trajines electorales contribuyeron a agravar su dolencia, que en su momento fue calificada como un mal reumático. Su médico, el francés Félix Larré, le aconsejó viajar a los baños de Jesús, en Arequipa, para que siguiera un tratamiento.

## Fallecimiento

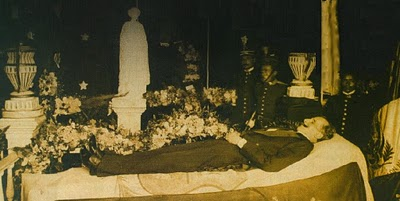
Capilla ardiente en Arequipa con el cuerpo del presidente Candamo después de su muerte.

El 12 de abril de 1904, es decir a los siete meses de haber llegado a Palacio, el presidente Candamo se embarcó en el vapor Guatemala rumbo al puerto de Mollendo (departamento de Arequipa), en compañía de su esposa, sus dos hijas, el primer ministro José Pardo y Barreda, el ministro de Justicia e Instrucción Francisco José Eguiguren Escudero, y algunos funcionarios. De Mollendo la comitiva pasó a Arequipa, donde Candamo encargó el poder al segundo vicepresidente, que era Serapio Calderón (18 de abril), pues el primer vicepresidente Lino Alarco había fallecido antes de ser proclamado. Tras estar 21 días en la ciudad de Arequipa, y sin haber podido ir a los baños de Jesús, Candamo falleció el 7 de mayo de 1904, a las 7 y 45 de la mañana.
Surgieron distintas versiones acerca de la causa del fallecimiento del presidente, hasta que  Guillermo Olano publicó un estudio médico-legal en la Revista del Foro de 1914 y 1915. Según Olano, Candamo aceleró su muerte al gastar mucha energía para atender la tareas de su cargo. En su concepto, desarrolló un tumor canceroso en el píloro; pero el cáncer no se había generalizado. Como, según la autopsia, el corazón estaba atrofiado y había sufrido una esclerosis, dedujo que la causa inmediata de la muerte fue un síncope cardíaco.
El vicepresidente Serapio Calderón asumió el poder y convocó a elecciones donde triunfó José Pardo y Barreda, representante del Partido Civil.
Sus restos fueron trasladados a Lima y descansan en el cementerio Presbítero Matías Maestro.

## Obras y hechos importantes
En el corto período de ocho meses en los que gobernó Candamo, se hicieron algunas obras y se empezaron otras:
- Se propuso realizar una enérgica política ferrocarrilera, tal como antaño había hecho José Balta, pero esta vez partiendo de otras bases. Apenas iniciado su gobierno, presentó al Senado un proyecto para el estudio y construcción de ferrocarriles en distintos lugares de la República. El proyecto contemplaba ampliar las líneas férreas de La Oroya a Jauja y Huancayo, y de Sicuani al Cuzco, y hasta un punto navegable del río Ucayali o uno de sus afluentes. Es decir, se trataba de ferrocarriles de penetración. La ley respectiva fue promulgada el 30 de marzo de 1904.[36]
- Inauguró el primer ferrocarril eléctrico transurbano (conocido popularmente como el tranvía eléctrico) que cubría la ruta Lima-Chorrillos, en línea doble, con un total de 14 km. Ello ocurrió el 14 de febrero de 1904.[37]
- Se aumentaron las contribuciones indirectas con la creación de arbitrios sobre el azúcar, los fósforos y las bujías.
- Fomentó la irrigación y la llegada de inmigrantes para colonizar las tierras de la Amazonía.[29]
- Prestó atención a la educación, en especial a la educación industrial.[29]
- Propuso que la educación dependiera del gobierno central, al comprender que los municipios no disponían de los medios adecuados para atender este ramo.[29]
- En el aspecto internacional, era partidario del arbitraje para solucionar los conflictos limítrofes, como ya se había iniciado con el de Ecuador.[29]
- Como hecho importante de este período, se debe mencionar la fundación en  Lima del diario La Prensa, el 23 de septiembre de 1903, siendo su fundador Pedro de Osma y Pardo. Inicialmente sirvió de vocero al Partido Demócrata.[38] Se convirtió en uno de los más importantes diarios del Perú y subsistiría, con intervalos, hasta 1984 (en su versión impresa).

## El monumento
Por resolución legislativa N.° 347 del 20 de noviembre de 1906 se mandó erigir un monumento al presidente Candamo. Ello se cumplió durante el primer gobierno de Augusto B. Leguía (1908-1912). La estatua de mármol, que representaba a Candamo de pie delante del sillón de Pizarro, fue colocada en el ángulo del parque Neptuno, cercano al Paseo Colón, entonces lugar de residencia de la aristocracia limeña. Un día, la escultura fue dinamitada por desconocidos, aunque sin afectar al sillón, que permaneció vacío durante varios años. En el segundo gobierno de Leguía, conocido como el Oncenio, se inauguró una nueva escultura (1926).

## Descendencia

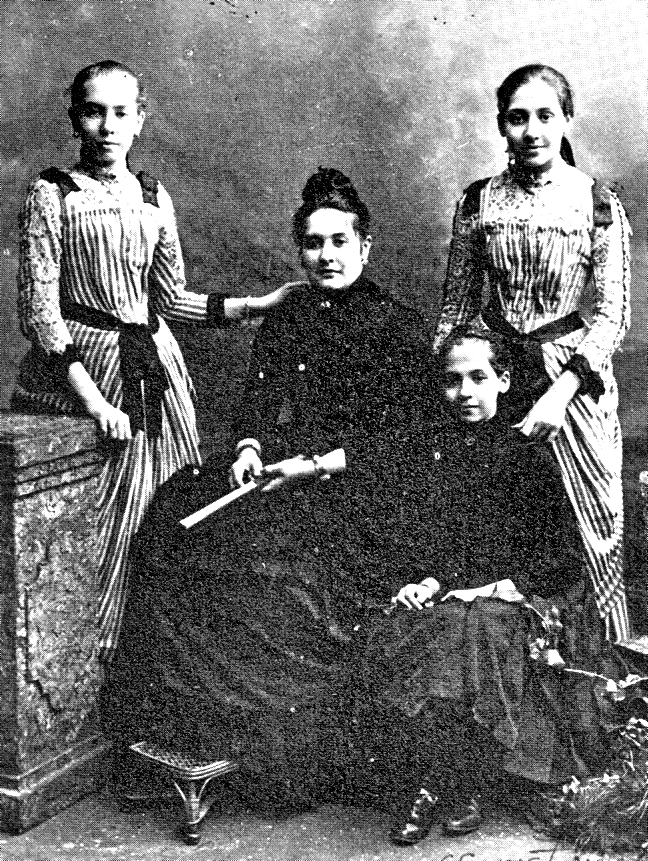
Teresa de Candamo, esposa del presidente Candamo, con sus tres hijas mayores. Retrato E. Courret.

De su matrimonio con Teresa Álvarez-Calderón, Candamo tuvo siete hijos:
- Carmen Josefina Teresa Candamo Álvarez-Calderón (1874-1946).
- María Teresa Luisa Julia Candamo Álvarez-Calderón (1875-1953), que fue religiosa, asumiendo el nombre de Teresa de la Cruz. Fue fundadora de la Congregación Canonesas de la Cruz (fundación peruana) y ha sido declarada venerable por la Iglesia católica el 3 de abril de 2009.
- María Mercedes Candamo Álvarez-Calderón (1877-1966), también fue religiosa, adoptando el nombre de María del Sagrado Corazón y acompañando a su hermana Teresa en la fundación de la Congregación Canonesas de la Cruz.
- José Manuel Rafael Candamo Álvarez-Calderón (1879-1883).
- José Rafael Víctor Candamo Álvarez-Calderón (1882-1953), que se casó con Rosa Cavero Tello, de quienes desciende la familia Picasso Candamo.
- José Manuel Rafael Saturnino Candamo Álvarez-Calderón (1884-1908).
- Ana María Virginia Candamo Álvarez-Calderón (1889-1957), que se casó con José de la Puente Olavegoya, unión de la que nació el historiador José Agustín de la Puente Candamo, que fue padre a la vez de otro historiador, José de la Puente Brunke.